# Церковь Святого Иосифа (Воложин)
Церковь Святого Иосифа (бел. Касцёл Святога Іосіфа) — католический храм в городе Воложин, Минская область, Белоруссия. Относится к Ивенецкому деканату Минско-Могилёвского архидиоцеза. Памятник архитектуры, построен в 1806—1815 годах в стиле классицизм, включён в Государственный список историко-культурных ценностей Республики Беларусь (код 612Г000073). Расположен по адресу: Площадь Свободы, д.2.

## История
Костёл Святого Иосифа был возведён в 1816 году на месте прежнего деревянного костёла, построенного в XVII в. при монастыре бернардинцев и пострадавшего во время пожара.
Новое каменное здание отличалось строгими классическими формами и богатым убранством. В его нишах некогда были установлены величественные скульптуры евангелистов. Под хорами располагалась семейная усыпальница Тышкевичей, где был похоронен и основатель храма И. Тышкевич. В 1864 г. костёл был закрыт российскими царскими властями и переосвящён в православную церковь. В 1921 году, после того как Воложин вошёл в состав Польши, храм вернули католикам. После Второй мировой войны церковь закрыли по приказу советских властей. В здании находилось производственное помещение, размещались склады. Лишь недавно, в конце XX в., храм был возвращён верующим католикам.

## Архитектура
Каменное здание костёла, расположенное на площади Свободы в центре Воложина, внешне напоминает античный храм Древней Греции. Главный архитектурный акцент обращён на центральный вход, выделенный дорическим портиком с шестью колоннами. Рядом с костёлом расположены стилистически гармоничные ворота-звонница. Их массивное трёхпролётное сооружение увенчано фронтоном, в арках помещены три бронзовых колокола. Интерьер храма просторен и наполнен светом. Главный алтарь освящён во имя Святого Иосифа, имеются ещё четыре алтаря поменьше, сохранился орган. Храм действующий, в нём совершаются службы.

## Галерея

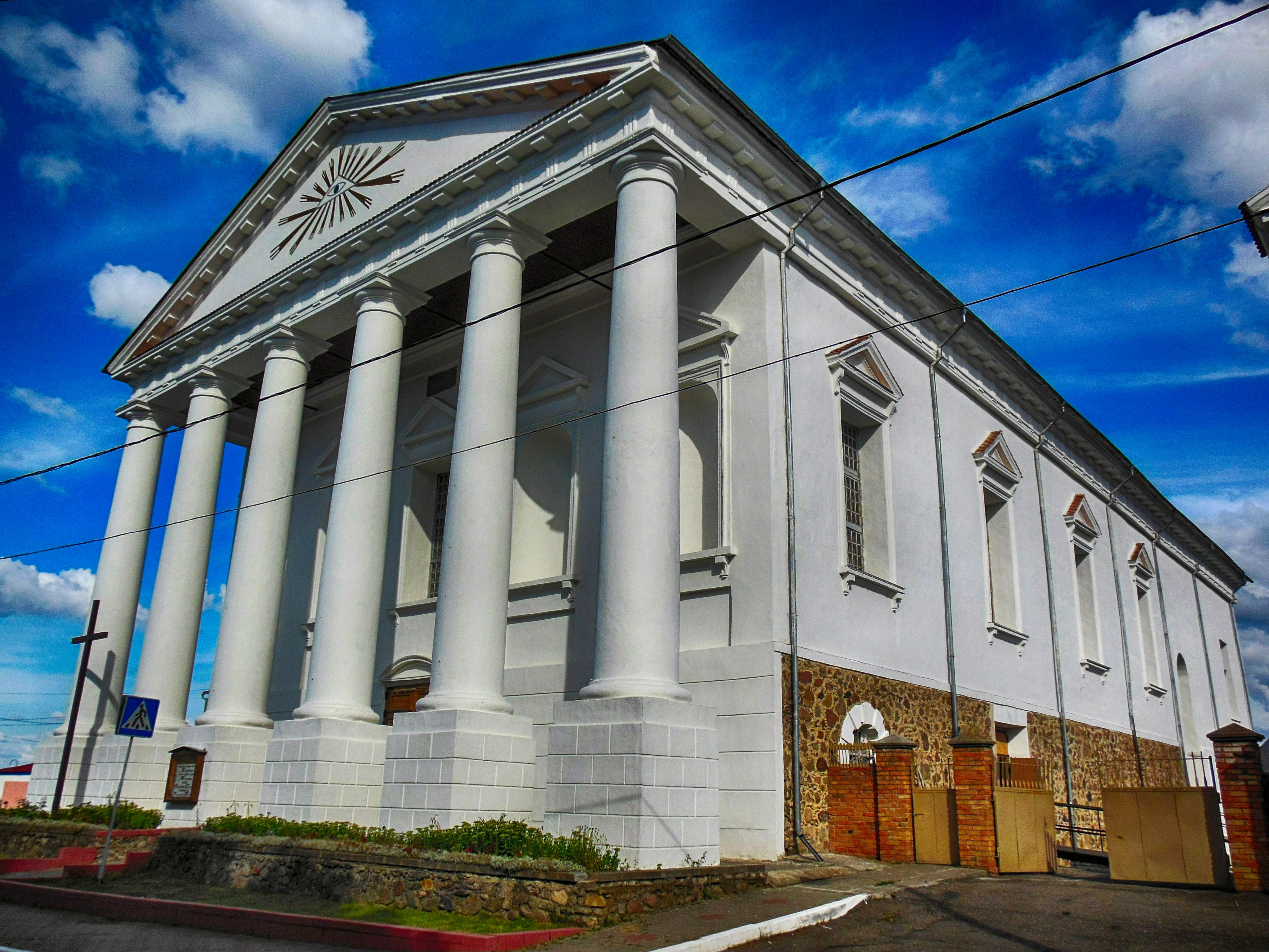
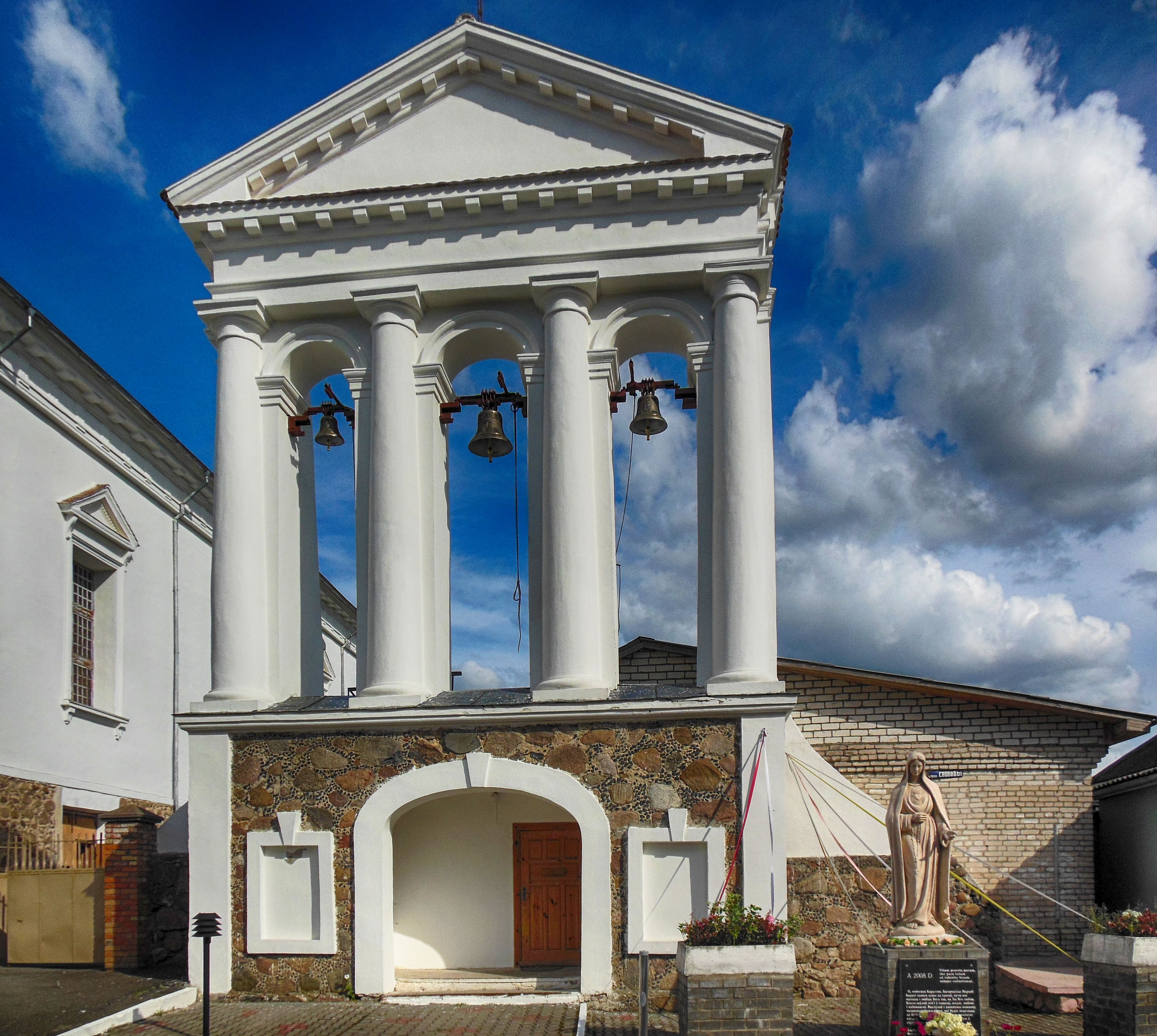
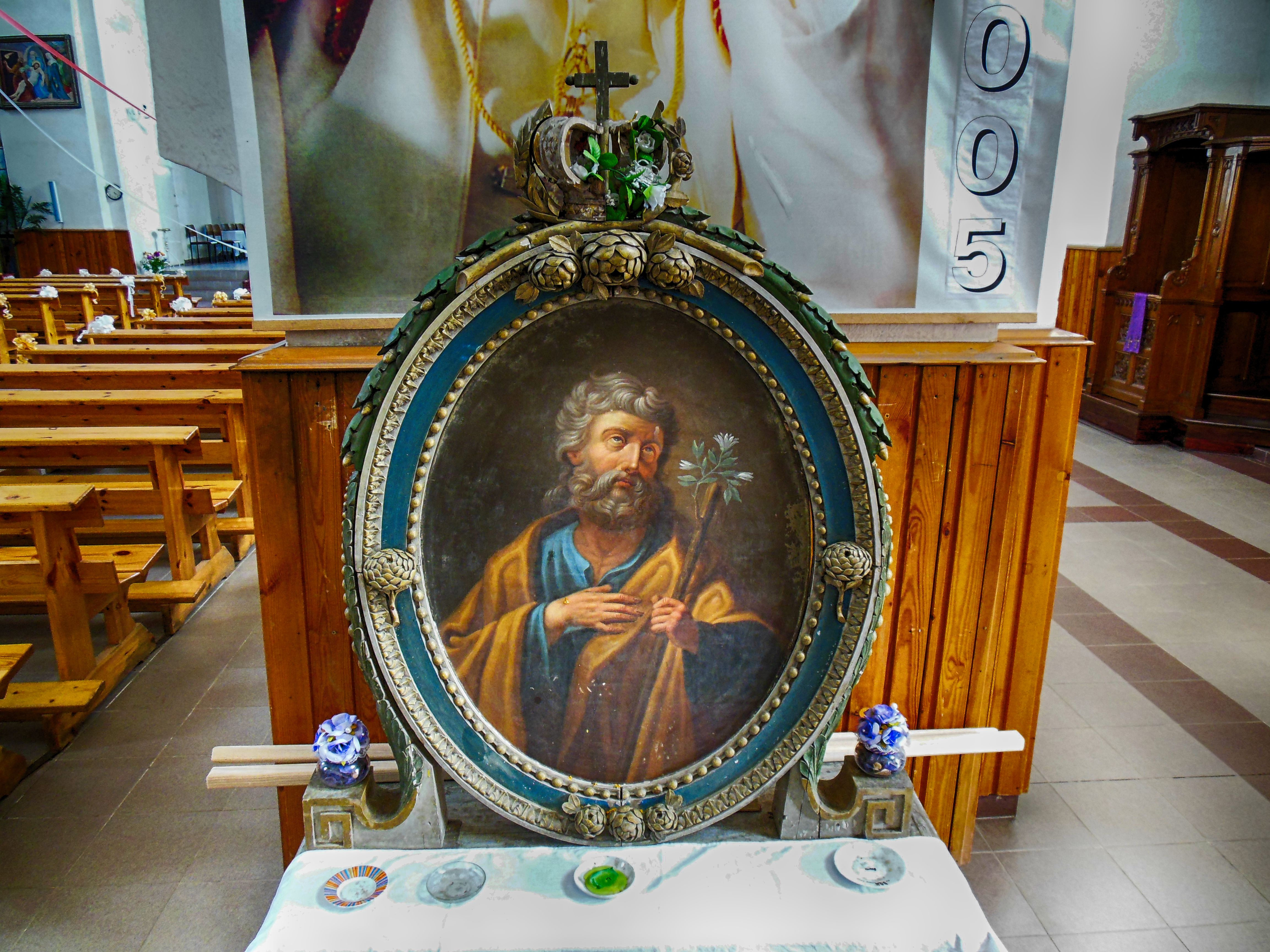
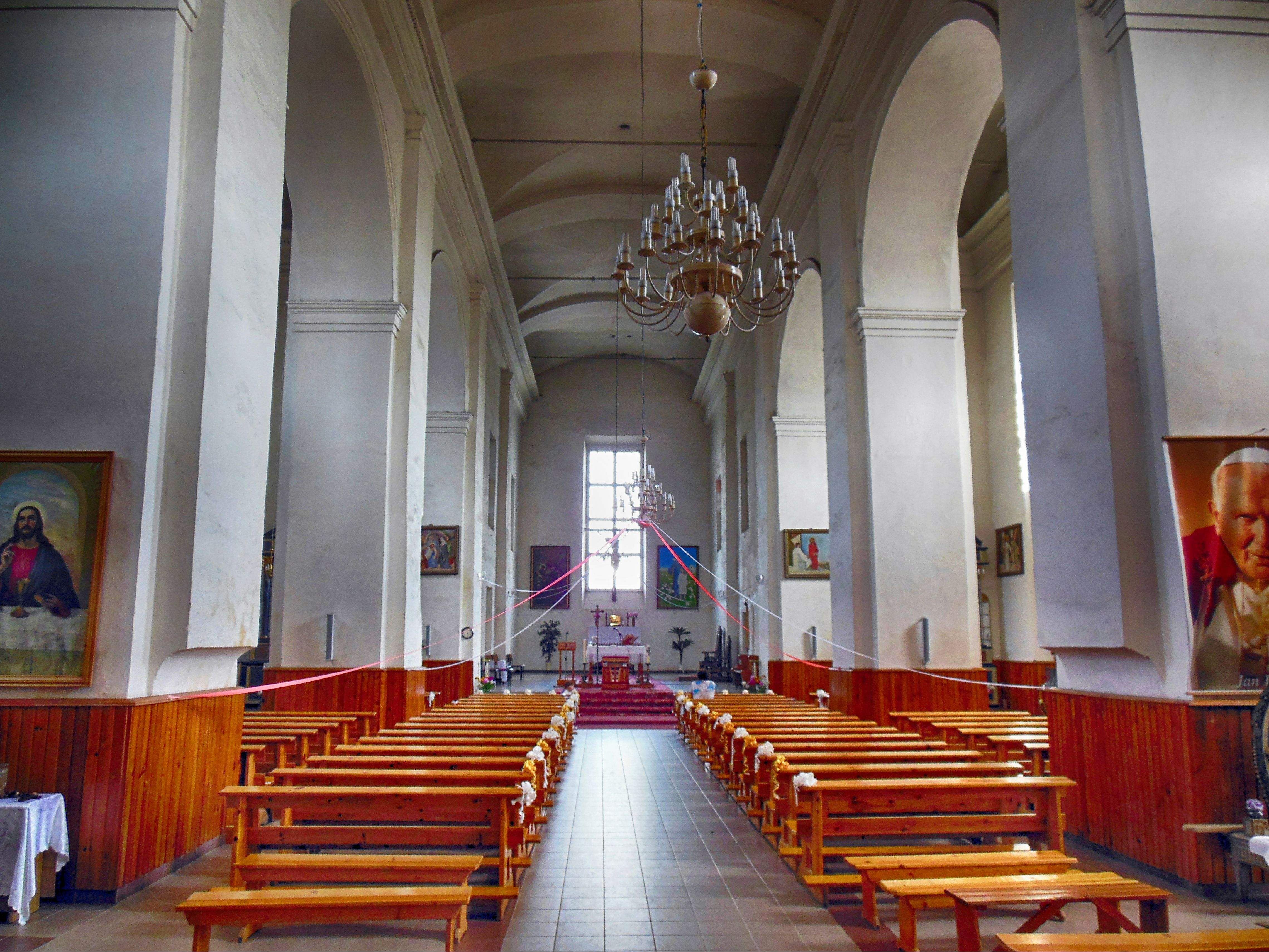
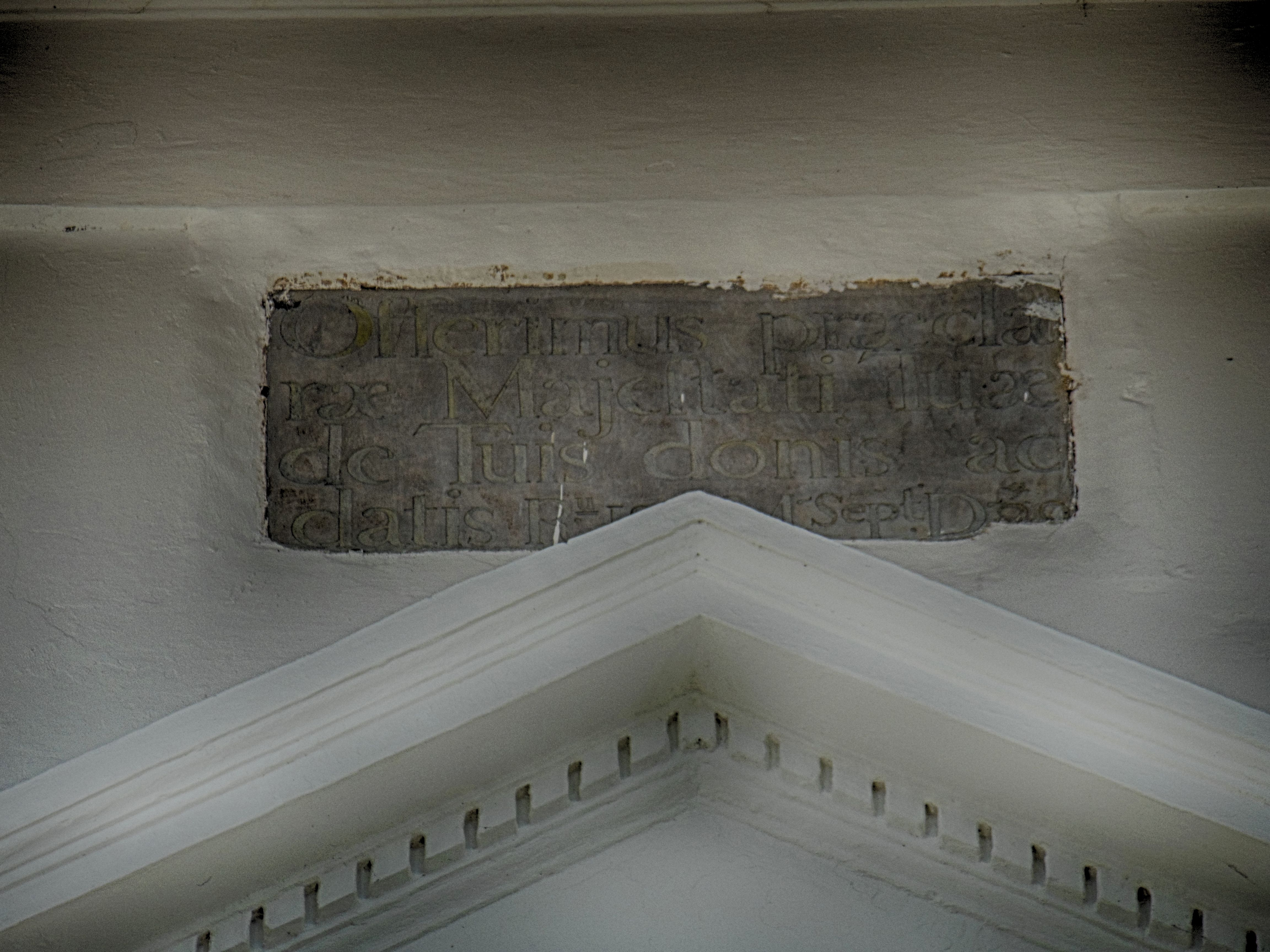
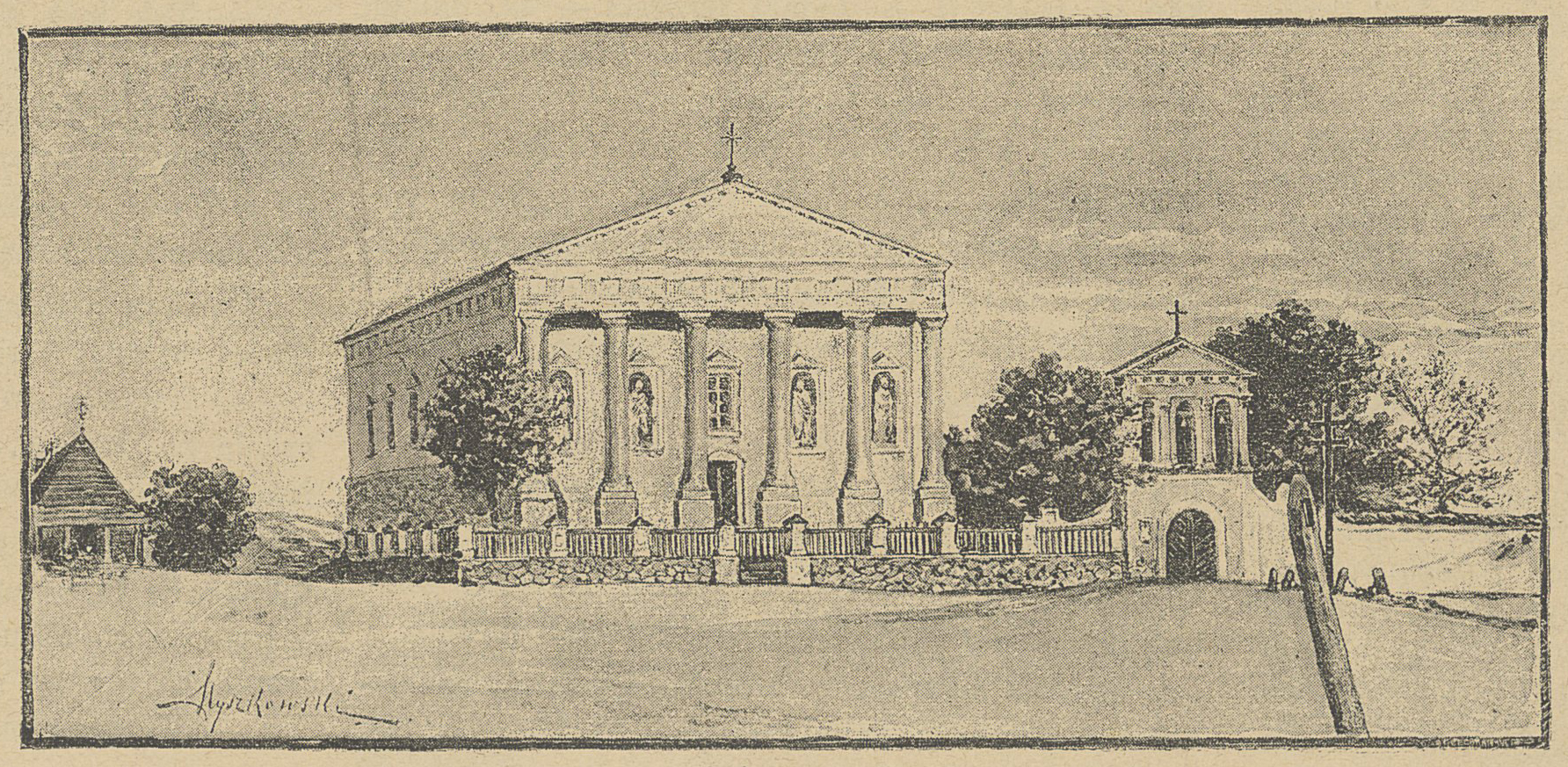
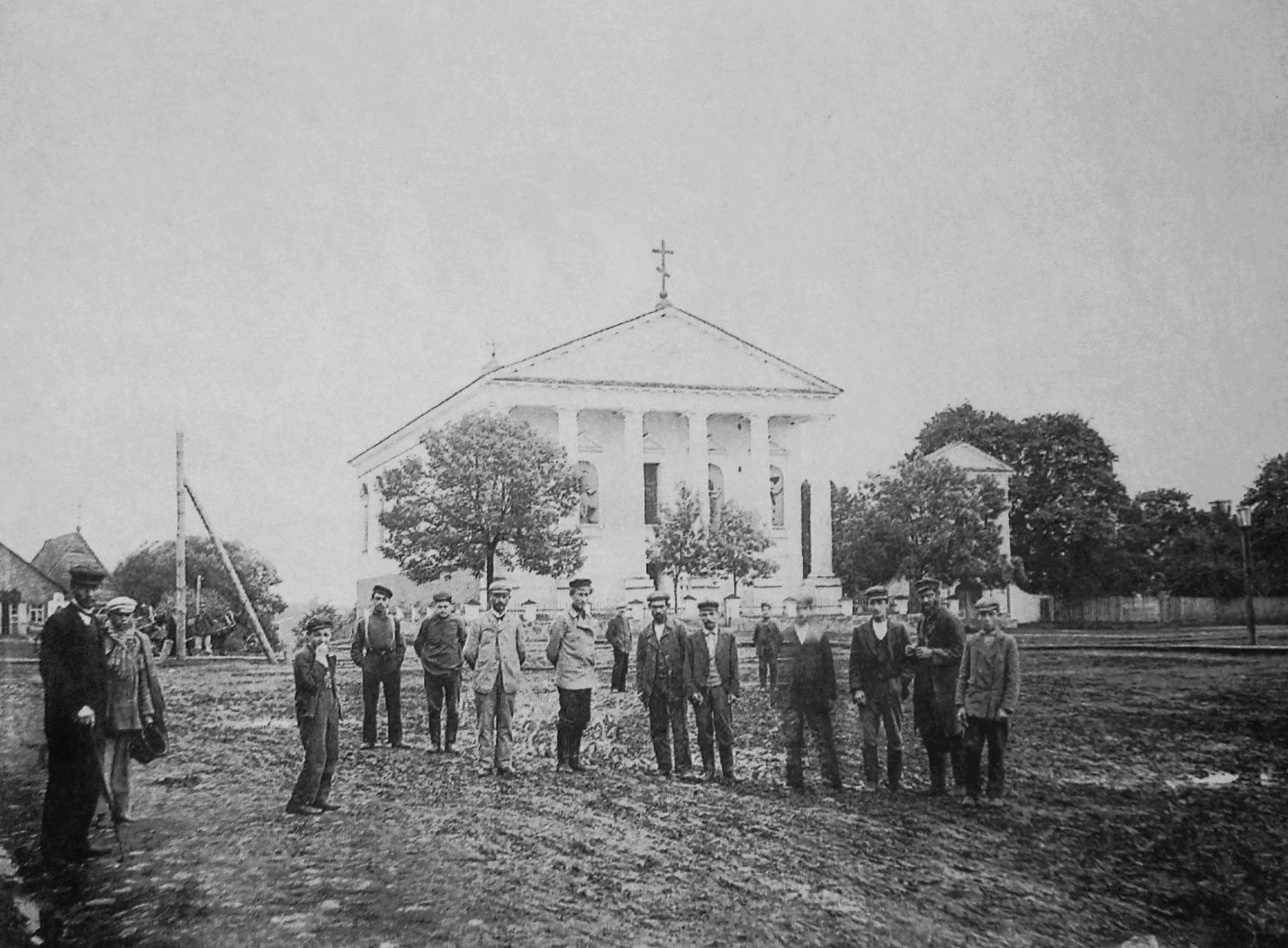
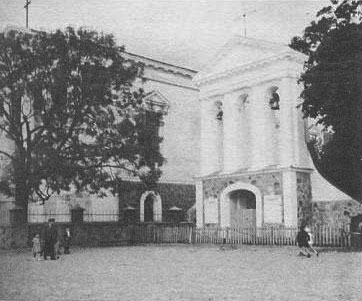